# إيه تي آر 42
إيه تي آر 42 هي طائرة إقليمية ثنائية المحرك، صممت للمسافات القصيرة من قبل شركة إيه تي آر ، و تصنع في كل من فرنسا وإيطاليا ، سميت إيه تي آر 42 نسبة لسعة الطائرة التي تختلف من نموذج لأخر (40 إلى 52 مقعد) ، طور النموذج إلى إيه تي آر 72 .